# Наташа (фільм)
«Наташа» — канадський драматичний фільм, випущений в Канаді в 2016 році та в США в 2017 році. Режисером та сценаристом фільму був Девід Безмозгіс. Фільм заснований на одноіменій книзі 2004 року «Наташа та інші історії»(Natasha and Other Stories). Наташа та інші історії була популярною книгою NY Times і була перекладена на 15 мов.

## Нагороди
Фільм отримав дві канадські номінації на Канадській Screen Awards в 2017 році за кращу жіночу роль (Саша Гордон) та найкращий сценарій (Девід Безмозгіс).